# Anthony Mamo
Sir Anthony Joseph Mamo ( 9. januar 1909 i Birkirkara, Malta – 1. maj 2008 i Mosta) var en maltesisk politiker.
Anthony Mamo var uddannet jurist og fra 1943 til 1957 professor i strafferet ved Malta University. I 1957 blev han nomineret til posten som formand for den maltesiske højesteret. Mellem 1971 og 1974 var han den sidste generalguvernør på øgruppen og repræsentant for den britiske dronningen. Da Malta blev parlamentarisk republik i december 1974, blev han landets første præsident. Han gik af 27. december 1976.
I 1955 blev Anthony Mamo udnævnt som Officer of the British Empire, to år senere blev han Knight Commander.